# Залізниця Ботніа
Залізниця Ботніа (швед. Botniabanan) — швидкісна залізнична лінія у північній частині Швеції. Довжина маршруту 190 км, прямує з аеропорту Крамфорс (Хега-Кустен) через місто Ерншельдсвік в Умео, була відкрита в 2010 році. 
Максимальна швидкість — до 250 км/год. (хоча на лінії не є потягів, здатних досягати швидкості 200 км/год станом на 2013 рік).
Маршрут відгалужується від лінії Одален в аеропорту Хега-Кустен на північ від Крамфорса та прямує через Ерншельдсвік до Умео, де з’єднується з лінією Умео-Веннес та Головною лінією через Верхній Норрланд. 

## Відкриття
Завершена в серпні 2010 року, залізниця що додає 190 км високошвидкісної залізниці до шведської залізничної мережі. Це також найдовша високошвидкісна залізниця країни. На дільниці від аеропорту Крамфорс через Ерншельдсвік до Умео побудовано 140 мостів та 25 км тунелів.
Будівництво виконувало Botniabanan AB, компанія, 91 % якої належить державі та 9% муніциполітетам Крамфорс, Ерншельдсвік, Нордмалінг і Умео.  Роботи розпочалися на лінії в 1999 році і половину було завершено наприкінці 2005 року. Після завершення будівництва в 2010 році лінія була здана в оренду шведській залізничній адміністрації. Якщо Botniabanan AB відновить свої інвестиції (за оцінками, до 2050), право власності на лінію перейдуть до залізничній адміністрації. Кошторисна вартість будівництва склала 15 млрд. шведських крон.
Залізниця Ботніа має конкурувати з автострадою Європейський маршрут E4, що є провідним шляхом перевезення важких вантажних перевезень.
Пасажирські перевезення розпочалися в серпні 2010 року, але тільки з Умео в Ерншельдсвік. 

## Мета
Залізнична лінія вздовж узбережжя Північної Швеції була потрібна вже певен час, через відсутність потенціалу на існуючій провідній залізниці (прямуюча всередині країни) - швидкісні обмеження, криві та градієнти. Залізниця Ботніа також сприяє поліпшенню громадської мобільності в області, скорочуючи час у дорозі між Умео і Ерншельдсвіком до 40-50 хвилин високошвидкісним потягом. Залізниця також обслуговується приміськими поїздами із частотою не менше одного потягу у кожному напрямку що години.

## Ширина колії
Залізниця має одну колію (з можливістю добудови другої колії) та має 22 роз'їзди. Максимальне навантаження на вісь - 25 тонн на швидкості 120 км/год (для товарних поїздів) та 250 км/год , дозволеної для пасажирських поїздів (як з усіма новими лініями Швеції, служби по проведенню земляних робіт повинні мати час, щоб пристосуватися до передбачуваного трафіку). Криві мають радіус 3200 м і більше, за винятком дільниці Ерншельдсвіка (до 600 м) і невеликих дільниць де вони коливаються між 2000 і 2500 м. Максимальний градієнт становить 1 %.

## Затримка запуску через ділянки прокладені заповідником
Середня частина залізниці була готова для руху в 2008 році, і вся залізниця, за винятком північної частини з жовтня 2009 року. Північна частина, біля Умео, не була завершена до серпня 2010 року через судові позови з розташуванням моста, який перетинає екологічно чутливі зони на річці Умеельвен. Ці райони знаходяться під захистом як заповідник. Інші альтернативи в цьому місці були визнані неприпустимо близькими до Умео з міркувань безпеки, а також тунель під аеропортом і річкою були б занадто дорогими. Прокладений південніше маршрут подовжив би лінію і був би дорожче. Суттю цієї дискусії було те, що заповідник був створений за декілька років після того, як було затверджено маршрут залізниці.

## Час, відстань і середні швидкості
| З'єднання             | Час  | Відстані | Середня швидкість       |
| --------------------- | ---- | -------- | ----------------------- |
| Ерншельдсвік-Умео     | 0:40 | 112 км   | 165 км/г (інтерсіті)    |
| Крамфорс-Ерншельдсвік | 0:35 | 86 км    | 150 км/г (інтерсіті)    |
| Зундсвал-Умео         | 2:20 | 300 км   | 130 км/г                |
| Ерншельдсвік-Умео     | 0:55 | 112 км   | 120 км/г (регіональний) |
| Стокгольм-Умео        | 5:40 | 680 км   | 120 км/г                |

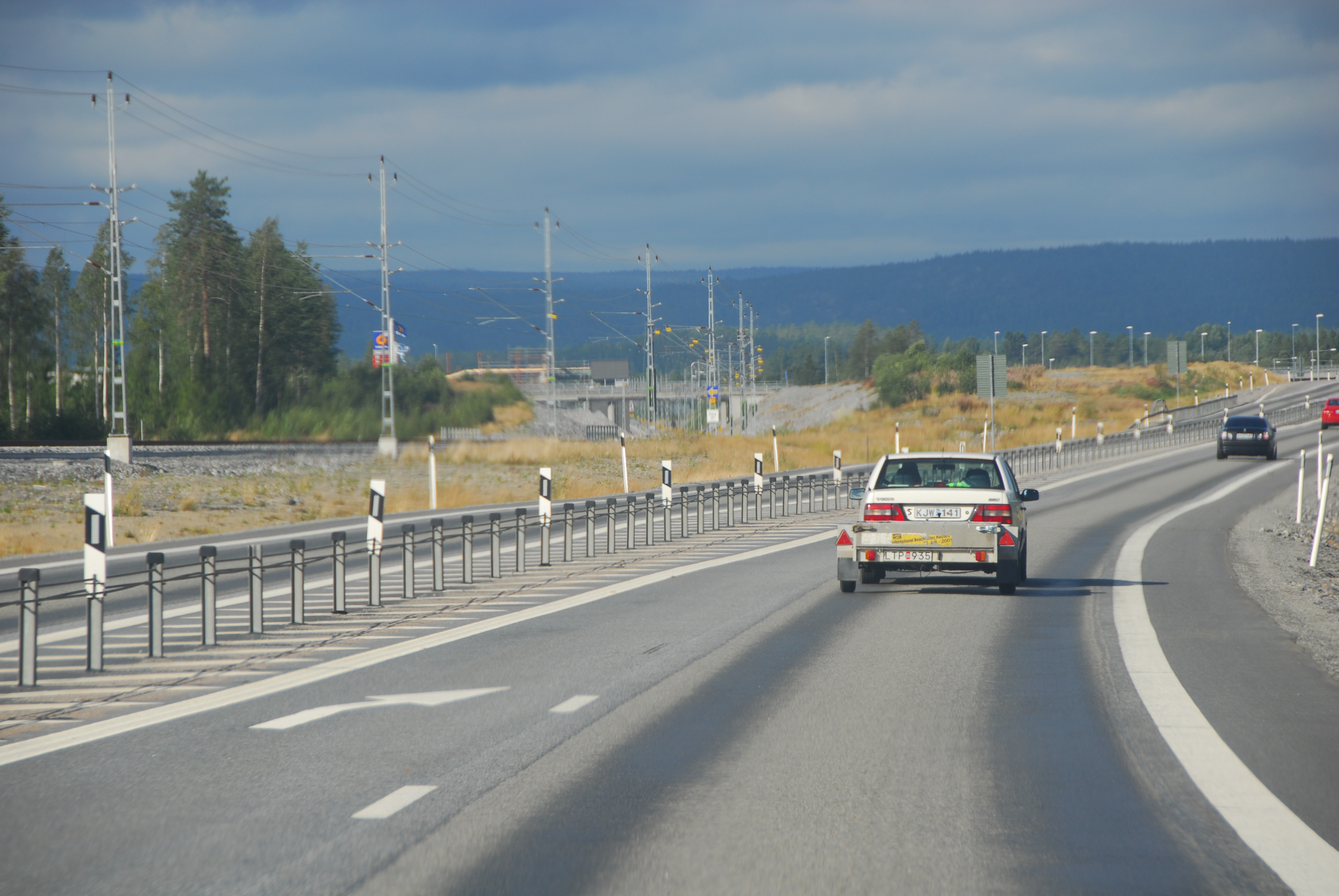
Залізниця проходить паралельно європейській магістралі E4

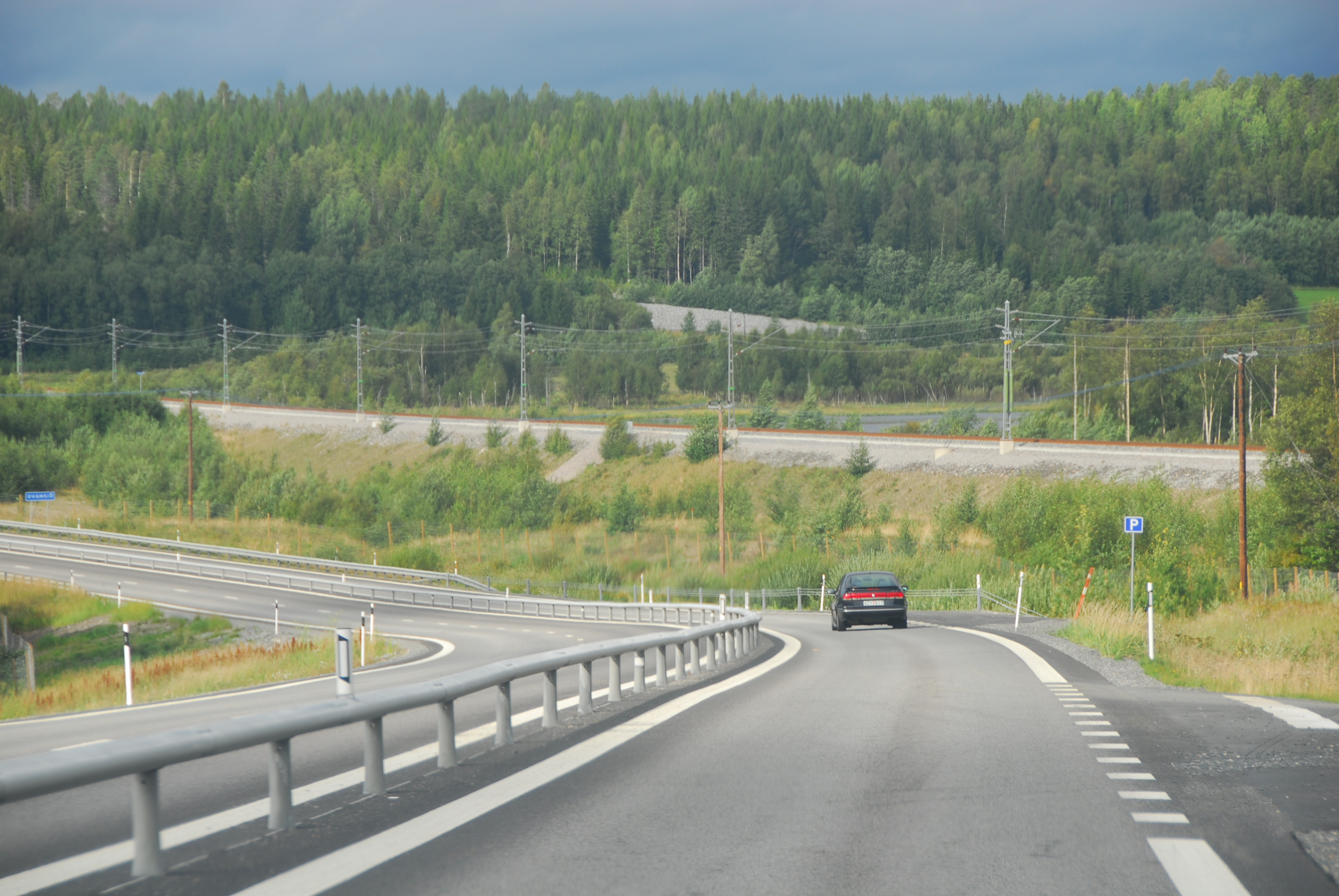
Дорога біля Аванс'є

Залізнична лінія дозволяє швидкість 250 км/г. якщо обмеження швидкості підняти вище 200 км/год, то це буде найшвидша одноколійна залізниця у світі. Потяги будуть прямувати зі швидкістю 180-200 км/год протягом перших кількох років, із збільшенням швидкості у майбутньому.
Лізингова компанія Transitio, що належить округу, підписала контракт в жовтні 2008 року, із закупівлі потягів Alstom Coradia. Ці поїзди були доставлені в 2011 році, і їх максимальна швидкість тільки 180 км/г. Для поїздів далекого прямування за маршрутом в Стокгольм працює Х55 з максимальною швидкістю 200 км/г. Поки постачальники не можуть гарантувати зимові характеристики вище 200 км/год , так як немає ніякого досвіду експлуатації на таких швидкостях в шведському кліматі. Науково-дослідний проект "Gröna tåget" працює над цим.
Залізниця Ботніа також є першою в Швеції залізницею, оснащеною сигнальної системи ERTMS (рівень 2) і була протестована на 289 км/год на південній частині Ботнічної лінії. В даний час шведська сигналізація і її безпеку АТС (АУРП — Автоматичне управління рухом поїздів) перевіряється тільки до швидкості 210 км/г.
Станом на 16 жовтня 2008 частину залізниці використовують вантажні поїзди, але з ручним управлінням.
Потяги Alstom не доставили до відкриття руху в серпні 2010 року, оскільки термін його поставки не менше двох років. Один поїзд типу Bombardier Regina був орендований з південної Швеції для трафіку Умео-Ерншельдсвік, з максимальною швидкістю 200 км/г. Вхідний і вихідний рух у Зундсвал розпочався восени 2012 року. SJ працює на маршрутах Стокгольм-Нарвік і Гетеборг-Лулу. Нічні поїзди над Лонселе-Мелансел-Ерншельдсвік-Умео прямують з серпня 2010 року, але вони часто перенаправляються за старою лінії через проблеми ERTMS.

## Залізниця Одальс

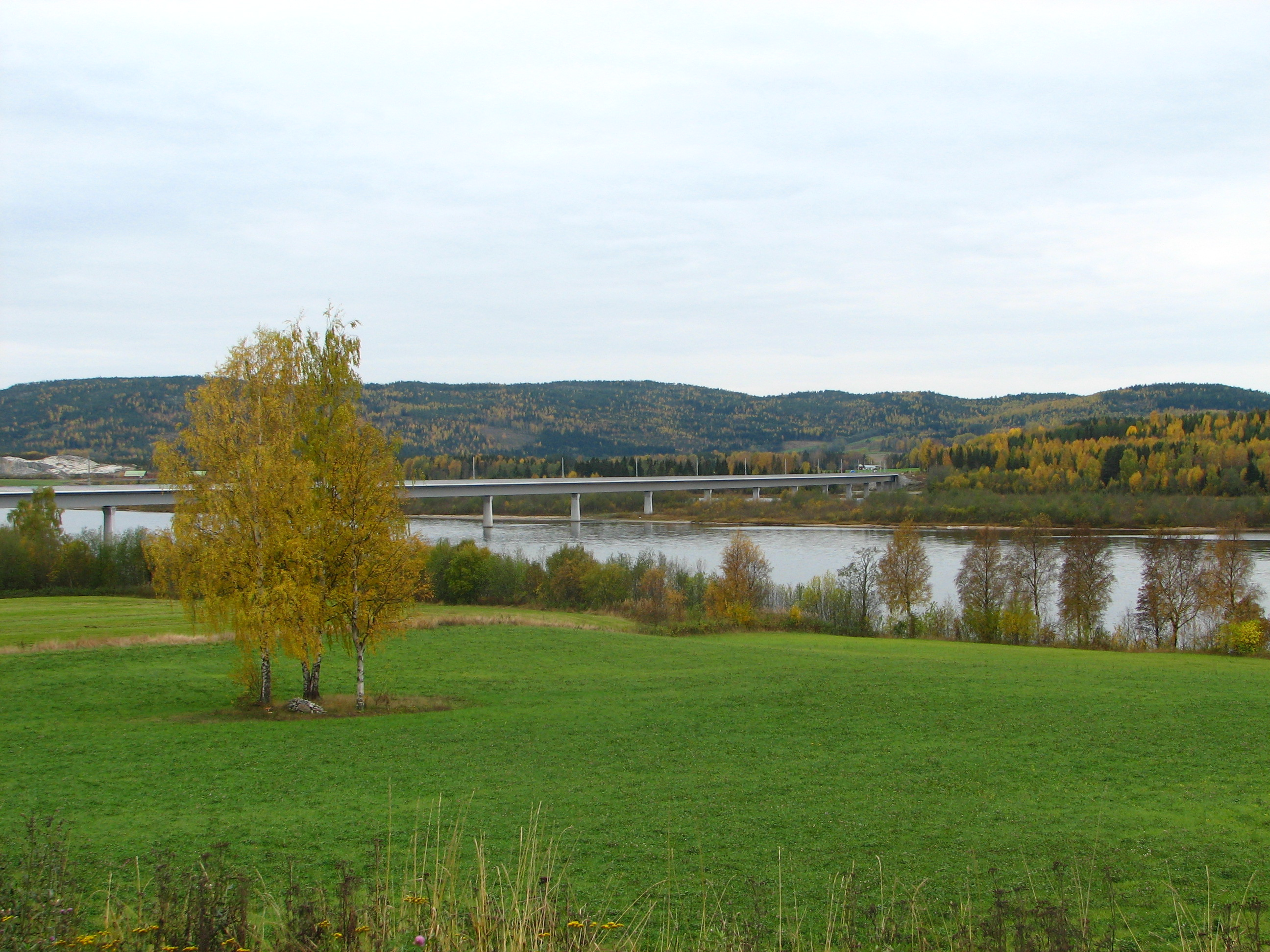
Міст через Онгерманельвен

Лінія Ботніа закінчується біля аеропорту Крамфорс, далі прямує залізниця Одальс, за маршрутом Лонселе-Крамфорс-Хернесанд-Зундсвал. Відстань від з'єднання до Зундсваля становить 101 км. Ця залізниця була побудована в 1890-1925 і знаходиться в поганому стані. Вона використовується головним чином як вантажна, і має дуже малий пасажиропотік на початок ХХІ сторіччя. Залізниця Одальс була покращена за існуючим маршрутом, щоб дозволити потягам рухатися зі швидкістю 100-160 км/год. Поліпшення включають нові рейки, нову контактну мережу, нову систему сигналізації (ERTMS) і меншу кількість дорожніх переїздів. Кілька її ділянок північніше Хернесанда (загально 29 км) замінено на новий маршрут, побудований за тими ж стандартами, що й залізниця Ботніа. Роботи були завершені в 2011 році. Кошторисна вартість робіт з поліпшення залізниці Одальс — 6 мільярдів шведських крон.

## Стара основна лінія
Стара головна залізниця далеко на півночі Швеції (Брек-Баден, «Stambanan genom övre Norrland») була побудована в період 1880-1895 на ідстані 30-100 км від узбережжя, щоб захистити його від військових нападів (літаки не існували взагалі в той час). Вона має відносно круті схили,її використовують за для вантажних перевезень, і, ймовірно, частково на деяких пасажирських перевезень, таких як Естерсунді-Брек-Лонселе-Аеропорт Крамформ-Умео.